# Rita Gantois
Rita Gantois, née le 14 juin 1958 à Furnes, est une femme politique belge, membre de la Nieuw-Vlaamse Alliantie (N-VA).

## Biographie
Rita Gantois nait le 14 juin 1958 à Furnes.
Aux élections législatives fédérales de 2014, Rita Gantois est élue à la Chambre des Représentants.